# Французское завоевание Корсики (1553—1559)
Первое французское завоевание Корсики в 1553—1559 годах — военные действия франко-корсиканских войск и османского флота против имперско-генуэзских сил в ходе Восьмой Итальянской войны.

## Подготовка экспедиции
После успехов, достигнутых в кампанию 1552 года король Генрих II решил воспользоваться выгодами союза с османами для начала военных действий против союзников императора генуэзцев. Командир корсиканских наёмников Сампьеро Корсо представил проект экспедиции на остров, поддержанный братьями Гизами, рассматривавшими Корсику как промежуточную ступень к осуществлению их тайной цели: завоеванию Неаполитанского королевства. 8 июля 1553 в Шантийи король подписал приказ. В тот же день барону де Лагарду были направлены инструкции для проведения операций совместно с турецким флотом.
Находившаяся в центре морских коммуникаций между Испанией и Италией, Корсика представляла большое стратегическое значение, так как флот, базировавшийся на порты острова, который Сампьеро называл «браздами Италии», мог контролировать пути сообщений и поставить Габсбургов в тяжёлое положение.
К этому времени в Италии уже действовали два французских корпуса — маршала де Бриссака в Пьемонте и генерала де Терма в Тоскане. Последнему было поручено проведение десантной операции.
Турецкий флот Тургут-реиса и галеры Полена де Лагарда соединились позднее, чем ожидалось, поскольку отплытие турок из Алжира задержалось из-за интриг и, возможно, подкупа имперцами нескольких командиров. Это позволило генуэзскому командующему Андреа Дориа принять оборонительные меры. Были усилены гарнизоны Сен-Флорана, Бонифачо и Кальви, направлены артиллерия, снаряжение и два комиссара.
3 августа османы появились в Тирренском море, атаковали остров Эльбу, напали на Пьомбино, затем двинулись к Сиенской Маремме, где погрузили на борт французские войска. Помимо французов, в экспедиции участвовали 4 тыс. корсиканцев (20 рот) под командованием опытных кондотьеров Бернардино д’Орнано, Жана Туринского и Джордано Орсини.

## Взятие Бастии
Передовой отряд из тысячи человек под командованием герцога ди Соммы, князя Салернского и Сампьеро был переправлен на Корсику на 10 галерах барона де Сен-Бланкара. Поздно вечером 22 августа отряд высадился у Аренеллы, в полутора милях к югу от Бастии, и выступил в направлении города. Командовавший в Бастии капитан Алессандро Джентиле располагал всего 500 солдатами, а крепостные укрепления находились в плачевном состоянии. После того, как с кораблей начался обстрел, генуэзцы укрылись в цитадели, но солдаты, в основном бывшие корсиканцами, открыли французам ворота. 24 августа Бастия сдалась; поскольку имела место небольшая перестрелка с генуэзцами, город был предан грабежу, как взятый с боя.

## Завоевание острова
Тем же вечером флот стал на якорь в порту, и 25-го началась высадка основных сил. Поль де Терм объявил о принятии Корсики под власть Генриха II и разместил 50 человек в цитадели. С помощью Сампьеро он обратился к островитянам с призывом вставать под французские знамёна, и корсиканцы, ненавидевшие генуэзский режим, в короткий срок выставили 12 рот, пообещавших, по словам местного хрониста, «сражаться и умереть за Францию» (Promettevano vivero e morire alla divozione di Francia).
Французы легко овладели большей частью крепостей: 26 августа Полен де Лагард взял Сен-Флоран, Сампьеро был направлен в Корте, где укрылись бежавшие из Бастии генуэзские комиссары, и также без труда захватил его, после чего направился к Аяччо, который взял штурмом и разграбил.

## Осада Бонифачо
Затем Сампьеро направился к Бонифачо, который уже 18 дней с суши и моря осаждал Тургут, до этого взявший Порто-Веккьо. Гарнизон при поддержке жителей, не желавших попасть в турецкое рабство, отчаянно защищался, отразив первую атаку. Сампьеро предложил осаждённым почётную капитуляцию. Антонио ди Канетто, мальтийский рыцарь, руководивший обороной, отказался сдаться, и турки начали общий штурм, но после жестокого семичасового сражения вновь были отбиты.
Исход осады решило предательство. Караччоли, направленный из Генуи на помощь осаждённым, решил присвоить доверенные ему средства, высадился в другом месте острова и договорился с де Термом, после чего послал гарнизону Бонифачо ложное сообщение о том, что республика не окажет им поддержки. Потеряв надежду, генуэзцы согласились на почётную капитуляцию. Это вызвало сильное недовольство Тургута, понёсшего потери при осаде и обещавшего своим людям отдать город на разграбление. Гарнизон, вышедший из крепости, был атакован турками, устроившими беспощадную резню. Де Терм направил к османскому командующему своего племянника с представлением о недопустимости подобных действий, но пират взял посланца в заложники и потребовал выплаты 20 тыс. экю. Полен де Лагард пообещал заплатить, после чего турки отплыли назад, отказавшись помогать французам с осадой Кальви.

## Имперско-генуэзская экспедиция
Гарнизон последней генуэзской крепости на острове упорно оборонялся, ежедневно устраивая вылазки. Правительство Генуэзской республики запросило помощи у императора, и Карл V пообещал всеми силами помочь удержать эту позицию. Не располагая в Италии достаточными ресурсами, он привлёк к участию Козимо I Медичи. Французский флот вернулся в Марсель, и де Терм, желая усилить свои позиции, потребовал у корсиканцев принести присягу на верность королю. Эта мера была преждевременной, а потому ошибочной, и много влиятельных семей, отказавшихся выполнять требование генерала, укрылось в Кальви.
Император принял на себя половину расходов на экспедицию. Правительство Генуи выделило 800 тыс. дукатов, Банк Святого Георгия, управлявший островом, ассигновал значительные средства, снарядив 26 галер. Карл V выставил 27 галер, 12 тыс. пехоты и 500 всадников, Козимо Медичи — 3 тыс. солдат, к которым присоединились 2 тыс. миланцев. 10 ноября Андреа Дориа принял главное командование. Вскоре авангард из 26 галер под командованием Агостино Спинолы прибыл в Кальви.
15 ноября флот Дориа вошёл в залив Сен-Флоран и, преодолев сопротивление французов, начал высадку, после чего адмирал блокировал крепость и направил отряд для захвата Бастии, гарнизон которой, после небольшого сопротивления ушёл на соединение с основными силами де Терма в Неббио. Дориа пытался овладеть крепостью Фуриани, расположенной на пути из Сен-Флорана в Бастию, но де Терм направил туда подкрепления, и три штурма были отражены с потерями для нападавших.
Со своей стороны островной представитель правления банка Святого Георгия захватил крепость Бигулью и отражал все попытки французов её отбить. Вслед за этим упорная борьба развернулась по всему острову, поскольку сторонники генуэзцев, воодушевлённые прибытием Дориа и тем, что французы остались без подкреплений, взялись за оружие. Повсюду шли бои, сопровождавшиеся грабежом и разрушениями, и современники, описывая эти события, шутили, что не иначе, как Марс и Беллона устроили рандеву на острове.

## Падение Сен-Флорана
Сен-Флоран был плотно обложен, но эпидемия в лагере осаждавших едва не заставила их отступить, когда на помощь прибыли девять военных транспортов, высадивших 4 тыс. испанцев и тысячу немцев. Натиск возобновился с новой силой, и французский командующий был вынужден отказаться от намерения деблокировать крепость и отступил в Весковато. Де Терм требовал у короля помощи, но провансальская эскадра из 32 галер под командованием генуэзского изгнанника Шипионе Фьески, направленная с подкреплениями, была рассеяна штормом у берегов острова. Отрезанный зимними штормами, де Терм мог рассчитывать только на 5 тыс. своих ветеранов и корсиканское ополчение. 17 февраля 1554 кампмейстер Джордано Орсини сдал крепость на условии свободного выхода гарнизона. Осада Сен-Флорана стоила более 10 тыс. жизней.

## Падение Корте
В мае 1554 Дориа, получив подкрепления, выступил во главе 3 тыс. человек вглубь острова. Де Терм ретировался в Аяччо, оставив в Корте роту под командованием капитана Ла Шамбра. При первой атаке противника слабый гарнизон укрылся в цитадели, расположенной на вершине скалы, господствовавшей над городом, хорошо укреплённой и снабжённой достаточными запасами. Генуэзцы под командованием Спинолы предприняли несколько безуспешных штурмов, но затем им удалось подкупить Ла Шамбра, сдавшего неприступное укрепление. Месяц спустя он был казнён за измену.
Войска Дориа, непрерывно усиливавшиеся новыми частями, прибывавшими из Генуи, Неаполя и Испании, постепенно взяли под контроль значительную часть острова. «Борьба мало-помалу принимала звериный характер, вследствие ненависти, существовавшей между сражавшимися французами и испанцами, генуэзцами и корсиканцами».
В окрестностях Бастии шла жестокая партизанская война: сторонники французов «с корсиканским бешенством», по выражению Брантома, нападали из засад на имперских наёмников, отвлекая на себя значительные силы, чтобы дать генералу время реорганизовать свою маленькую армию. Кастеллари и Оканьяни были взяты и преданы огню, наскоро укреплённый Ленто выдержал два штурма.

## Бои у Лаго-Бенедетто и Морозальи
Овладев Весковато, генуэзцы намеревались двигаться дальше вглубь острова к Голо, а испанцы захватили Венцоласку. Сампьеро стоял лагерем в Сильвареччо; разделив войска на два отряда, он направил 500 аркебузир занять Лорето и сдерживать продвижение испанцев, а с основными силами намеревался отвоевать Весковато, где закрепились немцы. Узнав от дозоров, что навстречу движутся девять рот противника, он изменил планы, и перехватил отряд Спинолы, переправлявшийся через Голо южнее озера Бенедетто. Река вздулась от дождей, и солдаты переправлялись небольшими группами на лодках. Когда семь рот расположились на правом берегу, корсиканцы, скрытно подобравшиеся к их лагерю, атаковали противника с криками «Франция! Франция!», и обратили в беспорядочное бегство. 150 человек были убиты или утонули в реке.
Эта неудача заставила генуэзцев отступить к Бастии, что позволило франко-корсиканцам вернуть утраченные позиции на северо-востоке, но вскоре Сампьеро был ранен, а его лейтенант Гвельфуччо де Гардо убит. Войска, потерявшие управление, рассыпались для грабежа, и дали противнику время оправиться. Де Терм не воспользовался ситуацией, и, расположив свою штаб-квартиру в Орецце, поставил полковника Джакопосанто да Маре оборонять сильную горную позицию в Морозалье, запиравшую путь на Аяччо. Однажды в субботу, когда солдаты разбрелись в поисках провизии на предстоящую неделю, противник атаковал крупными силами, и да Маре после упорного сопротивления был вынужден отступить. Де Терм заперся в Аяччо, надеясь на помощь из Франции, и вскоре вся восточная Корсика была потеряна для французов.

## Сражение на перевале Тенде
Продвижение генуэзцев было остановлено в долине верхнего Тавиньяно капитаном Гульельмо делла Реббией при поддержке французов, но попытка да Маре отвоевать Бельгодер была безуспешной.
В первых числах сентября Спинола выделил 13 отрядов из гарнизонов Бастии, Кальви и Сен-Флорана, и поручил их полковникам Бранкадоро и Спольверино с задачей деблокировать Корте, осаждённый французами. Де Терм направил к городу подкрепления, но численное превосходство противника было слишком велико, и только прибытие 12 сентября Сампьеро, ещё не оправившегося от раны, вынудило генуэзцев начать отступление. Предводитель корсиканцев решил перехватить неприятеля на марше, для чего направил отряд кавалерии перерезать дорогу на Бастию, а пехоту двинул вслед за отступавшими генуэзцами.
В шесть часов утра французские аркебузиры атаковали генуэзские дозоры. Узнав, что противник оседлал дорогу, Бранкадоро не попытался пробиться силой, используя численное преимущество, но решил идти в обход, поднявшись по течению Голо, и уйти в Неббио через перевал Тенде. Генуэзская пехота начала беспорядочное отступление под ударами кавалерии Монтестона, плотно насевшей на арьергард противника и не прекращавшей с ним «работать», по выражению де Терма. К полудню корсиканцы Сампьеро соединились с полком да Маре к северо-востоку от местечка Казанова, после чего преследование усилилось.
Авангард генуэзцев вышел к перевалу. Чтобы прикрыть отступление основной массы войск, Бранкадоро выставил заслон из 300 аркебузир, но они были сбиты с позиции мушкетным огнём, бросились бежать и врезались в строй отступающих пикинёров. Не давая противнику восстановить порядок, франко-корсиканцы пошли в яростную атаку. Не сумев достичь вершины перевала, генуэзцы были вынуждены принять бой в крайне неудобной позиции. Капитан Сантафьоре пожертвовал собой, чтобы помочь отступлению, встав на пути атакующих, но вся его рота была уничтожена, а сам он смертельно ранен. Сампьеро двинул вперёд своих пикинёров и сражение закончилось общей рукопашной схваткой. Вскоре генуэзцы обратились в беспорядочное бегство, оставив в руках противника 12 знамён, 500 пленных, в том числе обоих предводителей, и потеряв большинство людей убитыми и ранеными.
У французов погиб да Маре, убитый во время преследования выстрелом из аркебузы; он был первым полковником-корсиканцем, погибшим на службе Франции.
Блестящий успех привёл к падению Корте, но предпринять осаду Сен-Флорана франко-корсиканцы не могли из-за отсутствия флота.
Под властью генуэзцев оставались только Кальви, Сен-Флоран и Бастия, когда Сампьеро был отозван во Францию. После этого установилось подобие перемирия, продолжавшегося с ноября 1554 по апрель 1555, когда в Аяччо прибыла эскадра де Лагарда из 28 галер с семью ротами французов во главе с капитаном де Крозе, ставшим кампмейстером экспедиционных войск.

## Осада Кальви
Весной 1555 де Терм предпринял осаду Кальви. Флот де Лагарда должен был блокировать город с моря, но Дориа сумел обмануть французов, заставив их увести корабли, и доставил в Кальви подкрепления. Отказавшись от предприятия, французский командующий вернулся в Аяччо, оставив только шесть рот в лагере Моццоло. В июне он был отозван с Корсики, и командование перешло к лейтенант-генералу Джордано Орсини. У генуэзцев Агостино Спинолу на посту командующего сменил Никколо Паллавичини, назначенный чрезвычайным комиссаром Святого Георгия.
Прибытие в августе флота Тургута из ста галер позволило французам вновь перейти в наступление. На военном совете Орсини и турецкий реис решили возобновить осаду Кальви. 35 орудий были спущены на берег и поставлены в батарею между церквями Святого Франциска и Святой Марии. В ходе бомбардировки было выпущено более десяти тысяч ядер, большая башня обрушилась, стены были пробиты в нескольких местах. Вскоре город должен был пасть, но отсутствие дисциплины у французов погубило всё предприятие. 10 августа французские роты, раздражённые длительным сопротивлением защитников, без приказа бросились на штурм. Корсиканцы устремились за ними, и на укреплениях, возведённых осаждёнными позади разрушенных стен, началось упорное сражение.
Водрузив среди руин распятие, генуэзцы и жители города яростно оборонялись, и атакующие, потеряв сто человек убитыми и две сотни ранеными, были отброшены. Турки не захотели поддержать атаку, 12-го Орсини был вынужден снять осаду и 16-го подошёл к Бастии. Сломив упорное сопротивление противника, он взял Терра-Векью и церковь Святого Роха. Рассчитывая на поддержку турок, он начал рыть траншеи, готовясь к правильной осаде, но Тургут под предлогом недостатка провизии отказался помогать французам и через несколько дней увёл корабли в Константинополь. Орсини прекратил осадные работы и вернулся в Аяччо.

## Возвращение Сампьеро
В сентябре 1555 Сампьеро вернулся на Корсику и вновь призвал соотечественников к оружию. Узнав, что генуэзцы ежедневно направляют из Кальви отряды в поисках дерева для восстановления укреплений, он решил их атаковать. 15 октября под стенами города произошло сражение. Франко-корсиканская кавалерия Артобелло де Брандо слишком рано ввязалась в бой, вынудив Сампьеро поддержать атаку, закончившуюся беспорядочной рукопашной схваткой. Генуэзцы начали подаваться назад, когда капитан Джустиниани привёл им на помощь значительное подкрепление. Чтобы избежать разгрома, де Крозе подал сигнал к отступлению. Гасконские роты сумели быстро ретироваться, избежав преследования, но Сампьеро, слишком продвинувшийся вперёд, спасся от неминуемого плена лишь благодаря самопожертвованию капитана Полидоро де Корте, отдавшего ему своего коня.
После заключения в феврале 1556 Восельского перемирия Орсини был отозван ко двору, и в его отсутствие оккупационные войска ограничивались обороной занятых позиций.

## Окончание войны
После разрыва перемирия на Корсике происходили незначительные столкновения. 5 ноября 1556 отряд из 300 генуэзцев, попытавшийся внезапным нападением захватить башню Порретто, гарнизон которой мог помешать снабжению Бастии, потерпел поражение. 8 августа следующего года они осадили полуразрушенную крепость Брандо, убили жившего неподалёку капитана Артобелло де Джентиле, но само укрепление взять не смогли.
15 сентября 1557 Сампьеро председательствовал на генеральной консульте, принявшей решение о присоединении Корсики к Франции, и направившей послов к королю.
В июне 1558 Орсини вернулся на остров и разместил войска в пограничных укреплениях, что позволяло быстро концентрировать их вблизи Бастии, где находились основные генуэзские силы. Из-за соперничества между Орсини и Сампьеро франко-корсиканцы не смогли перейти в наступление, и позволили имперскому генералу графу де Лодроне овладеть Кардо, Фуриани и областью Гришоне. После этого Сампьеро отправился во Францию, откуда через некоторое время вернулся, так и не добившись прояснения своего статуса на острове.
Франция, потерпевшая поражение в войне, не могла помочь частям на Корсике, и те, испытывая недостаток снабжения, начали отступать по всей линии соприкосновения. Поражение под Борго вынудило французов перейти к обороне, в ожидании прибытия подкреплений. Надежда на турецкую помощь также не оправдалась. После атаки Менорки в июле 1558 эскадра Пиале-паши была отозвана французами в Марсель и Тулон, но османский реис отказался действовать против Бастии. Причинами были известие о новом разгроме французов под Гравелином, эпидемия, настолько сократившая численность рабов на галерах, что те пришлось вести на буксире, и крупная взятка, полученная турком от генуэзцев.
По условиям Като-Камбрезийского мира, подписанного 3 апреля 1559, французы покинули Корсику. 5 сентября Орсини покинул Аяччо, 17-го генуэзцам был возвращён Порто-Векьо, 18-го Бонифачо.

## Комментарии
1. ↑  По мнению Фернана Броделя, Поль де Терм к тому времени ещё не получил инструкций от короля, и решение об экспедиции было принято на совещании французского командования в Кастильоне-делла-Пеская (Бродель, с. 30)